# Fulvifomes kawakamii
Fulvifomes kawakamii är en svampart som först beskrevs av M.J. Larsen, Lombard & Hodges, och fick sitt nu gällande namn av T. Wagner & M. Fisch. 2002. Fulvifomes kawakamii ingår i släktet Fulvifomes och familjen Hymenochaetaceae.   Inga underarter finns listade i Catalogue of Life.